# Gmina Czarna (Powiat Łańcucki)
Die Gmina Czarna ist eine Landgemeinde im Powiat Łańcucki der Woiwodschaft Karpatenvorland in Polen. Ihr Sitz ist das gleichnamige Dorf mit 1700 Einwohnern.

## Gliederung
Zur Landgemeinde (gmina wiejska) Czarna gehören folgende acht Ortschaften mit einem Schulzenamt (sołectwo):
Czarna
Dąbrówki
Krzemienica
Medynia Głogowska
Medynia Łańcucka
Pogwizdów
Wola Mała
Zalesie